# Livio Labor
Livio Labor (Leopoli, 1º luglio 1918 – Roma, 9 aprile 1999) è stato un politico, giornalista e sindacalista italiano.
Quinto presidente delle ACLI, membro della Compagnia di San Paolo e della Democrazia Cristiana, divenne in seguito senatore della Repubblica per il Partito Socialista Italiano.

## Biografia

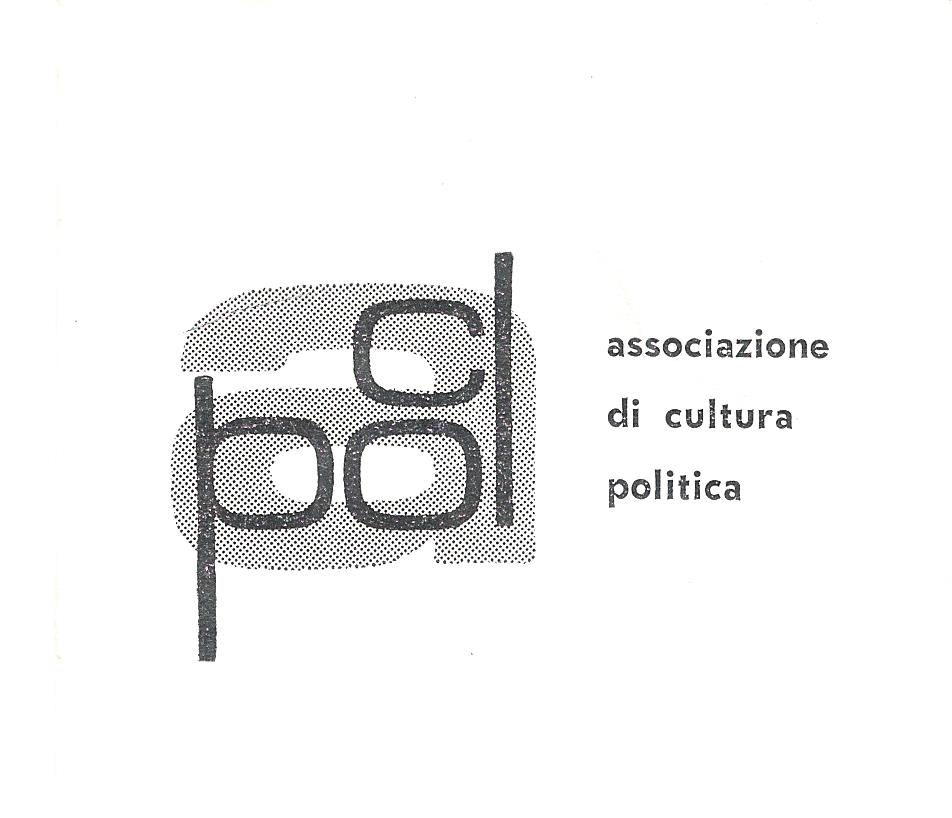
Simbolo dell'Associazione di Cultura Politica (Acpol)

Livio Labor nacque a Leopoli nell'attuale Ucraina, dove il padre Marcello, triestino, lavorava come medico per i soldati austro-ungarici impegnati sul fronte orientale. Trascorse la giovinezza fra Trieste e Pola, e qui frequentò il liceo.
Iscrittosi alla facoltà di medicina dell'Università La Sapienza di Roma, l'anno successivo passò a quella di filosofia della Cattolica di Milano, da cui uscì laureato nel 1940. Negli stessi anni cominciò l'impegno religioso entrando nella Compagnia di San Paolo, alla quale fu iscritto dal 1937 al 1956.
Essendosi iscritto alla DC nel 1950, ebbe incarichi nella presidenza delle ACLI fin dal 1955 come segretario per la formazione. Diventerà vicepresidente nazionale delle ACLI nel 1957, e quinto presidente dal 10 dicembre 1961 al 22 giugno 1969.
Saggista, giornalista e consulente per l'IRI e l'Eni, era un esperto sui temi della formazione e del lavoro. Erano anni in cui si stava esaurendo il cosiddetto “collateralismo” tra il partito della Democrazia Cristiana e il mondo cattolico. Le ACLI si ponevano il problema della scelta della collocazione culturale e politica dei cattolici di fronte alle scelte della Chiesa maturate con il Concilio Vaticano II e i papi Giovanni XXIII e Paolo VI. Dopo aver contribuito grandemente alla decisione delle ACLI di abbandonare il collateralismo con la DC e di proclamare il principio della libertà di voto per gli aclisti, lasciò l'associazione per non coinvolgerla nelle sue personali scelte politiche e fu sostituito alla presidenza da Emilio Gabaglio.
L'8 marzo 1969 fondò, con Riccardo Lombardi, Franco Marini e altri, l'ACPOL (Associazione di cultura politica), che si sciolse alla vigilia delle elezioni del 1972, per partecipare alle quali il Labor fondò nel 1970 il Movimento Politico dei Lavoratori (MPL), e il giornale “Alternativa”.

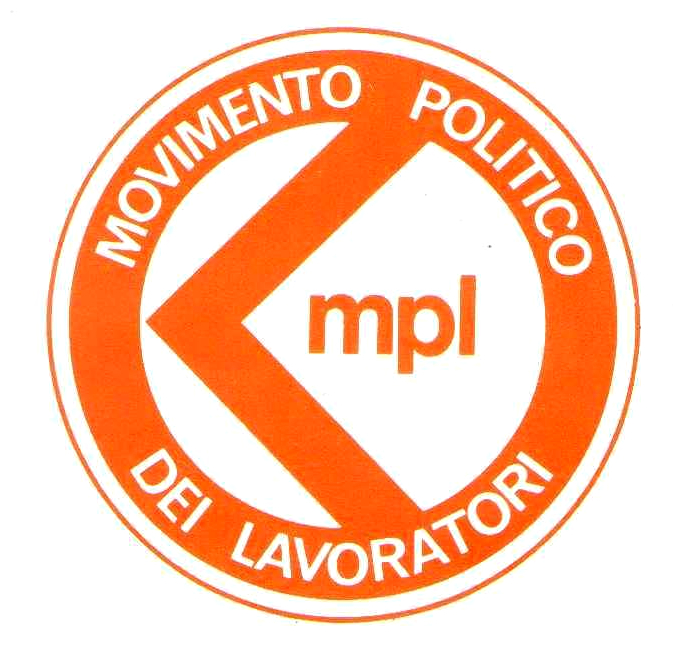
Simbolo del Movimento Politico dei Lavoratori (MPL)

Il partito di Labor non ebbe successo alle elezioni, che erano state indette anticipatamente e quindi non lasciarono al nuovo movimento politico tempo sufficiente per farsi conoscere e far propaganda. Nel 1972 il Labor decise di confluire nel PSI, in seno al quale aderì alla corrente di Riccardo Lombardi (di sinistra).
Nel 1976 fu eletto senatore nelle liste del PSI (nel collegio di Rovereto), restando in carica fino al 1979.
Dal 1982 al 1994 fu presidente dell'Istituto per lo sviluppo della formazione professionale dei lavoratori (ISFOL).
Negli ultimi anni diede vita al Comidan (Comitato di difesa dei diritti degli anziani), di cui fu presidente e al quale dedicò le ultime sue energie. Morì il 9 aprile 1999 all'età di 80 anni.

## Opere

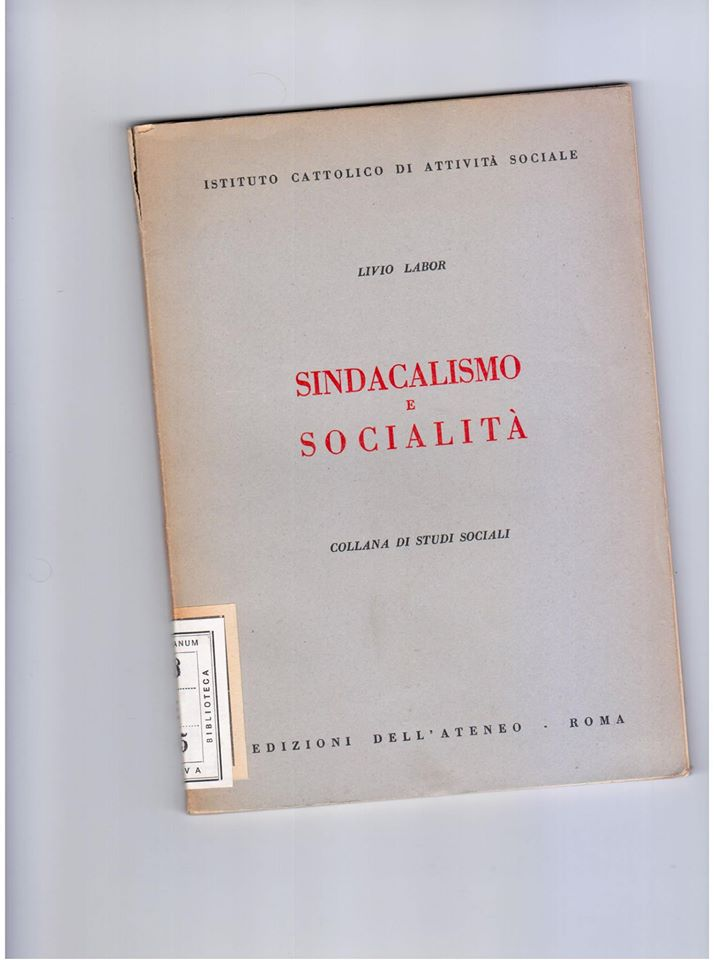
Il volume "Sindacalismo e Socialità" scritto da Livio Labor e pubblicato nel 1950.

- Livio Labor, la virtù dell'impazienza, a cura di Tarcisio Barbo e Luigi Borroni, aprile 2000, Edizioni Lavoro (Roma);
- Livio Labor. Scritti e discorsi, a cura di Carlo Felice Casula, Milano, 2003, M&B, due volumi;
- Sindacalismo e socialità, a cura di Livio Labor, 1950, Istituto Cattolico di Attività Sociale, Edizioni dell'Ateneo (Roma);
- In campo aperto, a cura di Livio Labor, novembre 1969, La Nuova Italia editrice (Firenze).